# Pristimantis hectus
Espèce
Synonymes
- Eleutherodactylus hectus Lynch & Burrowes, 1990

Statut de conservation UICN

 VU  : Vulnérable
Pristimantis hectus est une espèce d'amphibiens de la famille des Craugastoridae.

## Répartition
Cette espèce se rencontre entre 1 200 et 2 020 m d'altitude sur le versant Ouest de la cordillère Occidentale :
- en Équateur dans la province d'Esmeraldas ;
- en Colombie dans le département de Nariño.

## Description
Les mâles mesurent de 13,6 à 16,8 mm et les femelles de 19,4 à 22,5 mm.

## Publication originale
- Lynch & Burrowes, 1990 : The frogs of the genus Eleutherodactylus (family Leptodactylidae) at the La Planada Reserve in southwestern Colombia with descriptions of eight new species. Occasional Papers of the Museum of Natural History University of Kansas, no 136, p. 1-31 (texte intégral).